# Francisco Ballesteros
Francisco Ballesteros fou compositor i músic espanyol.
En l'actualitat, únicament es conserven dues obres seves: un villancet per a vuit veus amb acompanyament i un altre per a quatre veus amb acompanyament. No es disposa de documents biogràfics que permetin establir les dates de naixement i mort del compositor.

## Obres
1. Ay de la pena, 8v, E:Bem
2. Suspended cielos, 4V, E: Bcm